# Sandbach
Sandbach is een civil parish in het bestuurlijke gebied Cheshire East, in het Engelse graafschap Cheshire met 18.000 inwoners. Vrachtwagenmerk Foden komt oorspronkelijk uit Sandbach.